# Ма (река)
Ма (вьет. Mã, в верховье вьет. nậm Mã) — река во Вьетнаме и Лаосе. Впадает в залив Бакбо Южно-Китайского моря.
Длина — 512 км, площадь бассейна 28 400 км². Исток находится в горах во Вьетнаме в провинции Шонла.
Питание преимущественно дождевое. Половодье летне-осеннее. Средний годовой расход воды 52 м³/с. Воды используются для орошения.
Крупные притоки Ма — реки Тю и Быой (левый приток).
На реке стоят вьетнамские населённые пункты Шонгма, Мыонлат, Камтхюи, Тханьхоа.